# Lucho González
Luis Óscar "Lucho" González (pronunție în spaniolă [ˈlut͡ʃo ɣonˈsales]; n. 19 ianuarie 1981, Buenos Aires, Argentina) este un fotbalist argentinian care evoluează la clubul Al Rayyan în Qatar Stars League.
Un mijlocaș versatil, care este capabil să joace în poziții diferite, dar mai ales în centru, el este bine cunoscut pentru șutul său periculos, abilitățile sale și stilul său, fiind  cunoscut sub numele de El Comandante (comandantul), datorită competențelor sale de conducere.
Jucând pentru Echipa națională de fotbal a Argentinei, González a reprezentat țara sa la Cupa Mondială din 2006 și două turnee Copa America, având în total 44 de meciuri în aproximativ 9 ani.

## Cariera
Lucho și-a început cariera de profesionist în țara sa natală, Argentina, la vârsta de 17-18 ani. Prima dată a evoluat la Huracán, echipa la care s-a remarcat într-atât încât a ajuns în atenția clubului River Plate, care l-a cumpărat la 3 ani de la debut. 
Acolo a dat un randament bun, echipa sa ajungând la o înțelegere cu FC Porto pentru un transfer al mijlocașului, care a semnat un contract pe 5 ani cu lusitanii.
În 4 ani în Portugalia, Gonzalez a jucat peste 100 de meciuri și a devenit unul dintre căpitanii secunzi ai echipei.
În 2009 sud-americanul s-a transferat în Franța la Olympique de Marseille, unde a devenit unul din cei mai buni jucători, evoluând aproape meci de meci în aproape 3 ani.
În perioada de transferuri din iarnă din sezonul 2011-2012, Lucho s-a întors la echipa la care sa remarcat în Europa, FC Porto jucând acolo până în prezent.

## Goluri internaționale
| # | Data            | Stadion                                                  | Adversar                   | Scor | Rezultat | Competiția                                             |
| - | --------------- | -------------------------------------------------------- | -------------------------- | ---- | -------- | ------------------------------------------------------ |
| 1 | 4 February 2003 | Estadio Olímpico Metropolitano, San Pedro Sula, Honduras | Honduras                   | 1–2  | 1–3      | Meci amical                                            |
| 2 | 8 February 2003 | Orange Bowl, Miami, United States                        | Statele Unite ale Americii | 0–1  | 0–1      | Meci amical                                            |
| 3 | 7 July 2004     | Estadio Elías Aguirre, Chiclayo, Peru                    | Ecuador                    | 6–1  | 6–1      | Copa América 2004                                      |
| 4 | 20 July 2004    | Estadio Nacional, Lima, Peru                             | Columbia                   | 2–0  | 3–0      | Copa América 2004                                      |
| 5 | 9 October 2004  | Estadio Monumental, Buenos Aires, Argentina              | Uruguay                    | 1–0  | 4–2      | Calificările pentru Campionatul Mondial de Fotbal 2006 |
| 6 | 1 April 2009    | Estadio Hernando Siles, La Paz, Bolivia                  | Bolivia                    | 1–6  | 1–6      | Calificările pentru Campionatul Mondial de Fotbal 2010 |

## Palmares

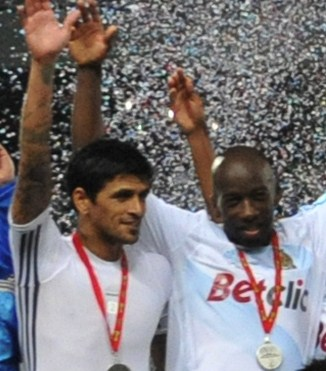
González after winning the 2011 Trophée des Champions

### Club
Huracán
- Argentine Primera B Nacional: 2000

River Plate
- Argentine Primera División: 2003, 2004

Porto
- Primeira Liga: 2005–06, 2006–07, 2007–08, 2008–09, 2011–12, 2012–13
- Taça de Portugal: 2005–06, 2008–09
- Supertaça Cândido de Oliveira: 2006, 2012, 2013
- Taça da Liga: Runner-up 2012–13

Marseille
- Ligue 1: 2009–10
- Coupe de la Ligue: 2009–10, 2010–11, 2011–12
- Trophée des Champions: 2010, 2011

### Echipa națională
- Copa América: Finalist 2004, 2007
- Summer Olympic Games: 2004